# 云富街道
云富街道，是中华人民共和国云南省昭通市水富市下辖的一个街道办事处。
2012年3月，云南省人民政府批复同意从向家坝镇划出人民路、团结路、兴化路、双江、田坝、安江、温泉7个社区居委会和高滩、马脑、新安、新寿4个村委会，析置云富街道办事处，驻原向家坝镇人民政府驻地人民路社区。

## 行政区划
云富街道下辖以下地区：
双江社区、人民路社区、兴化路社区、团结路社区、田坝社区、温泉社区、安江社区、马脑村、高滩村、新寿村和新安村。